# نانو (بازیکن فوتبال)
اولانیو آنجلو چیپلا گومز که به نانو (انگلیسی: Nanu؛ زادهٔ ۱۷ مهٔ ۱۹۹۴) مشهور است، بازیکن فوتبال اهل گینه بیسائو با تباری پرتغالی است.
از باشگاه‌هایی که در آن بازی کرده‌است می‌توان به باشگاه ورزشی ماریتیمو اشاره کرد.
وی همچنین در تیم ملی فوتبال گینه بیسائو بازی کرده‌است.

## تیم ملی
او اولین بازی خود برای تیم ملی فوتبال گینه بیسائو را در ۸ ژوئن ۲۰۱۹ انجام داد. او بازیکن تیم ملی این کشور در جام ملت‌های آفریقا ۲۰۱۹ بود. نانو اولین گل ملی خود را در برابر تیم ملی فوتبال سائوتومه و پرنسیپ به ثمر رساند.